# Qustul
Qustul ist ein Ausgrabungsort in Unternubien, nördlich des 2. Kataraktes in Ägypten und unmittelbar an der Grenze zu Sudan. Der Ort lag auf der östlichen Seite des Nils und wurde wie die meisten historischen Stätten zwischen den ersten beiden Katarakten Anfang der 1970er Jahre nach dem Bau des Assuan-Staudamms vom Nassersee überspült. In Qustul wurden in den 1930er Jahren ein Gräberfeld der X-Gruppe aus der Zeit 350–600 n. Chr. und Anfang der 1960er Jahre Gräber der A-Gruppe um 3800–3100 v. Chr. entdeckt, andere Epochen nubischer Geschichte sind auch vor Ort vertreten.

## A-Gruppe

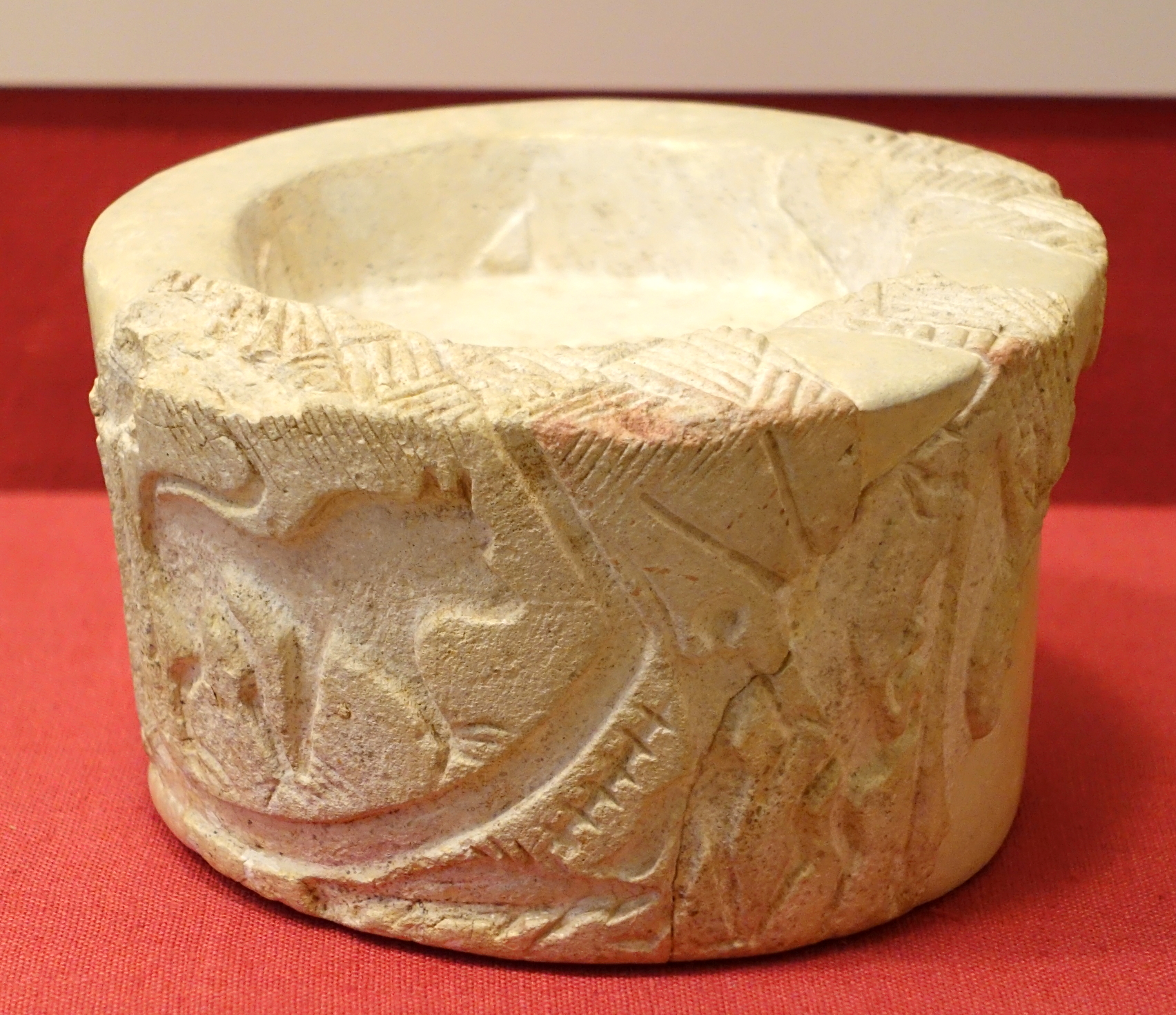
Steinernes Weihrauchgefäß

Qustul war das Siedlungszentrum der A-Gruppe. Ab 1962 wurden vom Chicago Oriental Institute unter Leitung von Keith C. Seele 33 Gräber im Bereich des „Friedhof L“ freigelegt, darunter 12 Gräber, die wegen ihrer Größe und Beigaben als Königsgräber betrachtet und mit der Nekropole des prädynastischen Hierakonpolis verglichen werden. Keiner der Herrscher ist namentlich bekannt. Die Gräber wurden bereits in antiker Zeit schwer geplündert. Erhalten blieben Tonwaren aus einheimischer Produktion, darunter sind in großer Zahl eiförmige Gefäße mit geometrischen Mustern. Dass diese Gefäße in normalen Gräbern praktisch nicht vorkamen, lässt auf ihre besondere Bedeutung und exklusive Verwendung schließen. Daneben wurden eingeführte Tongefäße, die mit Hieroglyphen verziert waren, Schmuck und Kultgegenstände gefunden. Aufmerksamkeit erregte ein Weihrauchgefäß mit der wohl frühesten Darstellung eines Königs im Niltal. Es handelt sich um eine Steinschale mit zylindrischem Rand, in den Figuren eingeschnitten sind. Die Kultur der A-Gruppe war von den Kulturen des Alten Ägypten verschieden; ihr Untergang oder Rückzug zu nomadischer Lebensweise wurde vermutlich durch die Machtfestigung der 1. Dynastie verursacht. 1968 mussten die Ausgrabungen beendet werden.

## Neues Reich
Zahlreiche Bestattungen datieren in das ägyptische Neue Reich, als Nubien unter ägyptischer Herrschaft war. Bei den hier gefundenen Bestattungen handelte es sich meist um Schachtgräben mit einer oder mehreren Kammern. Meist fanden sich mehrere Bestattungen in den Grabanlagen. In wenigen Fällen lagen die Toten in beschrifteten Särgen, meist scheinen die Särgen jedoch undekoriert gewesen zu sein. Als Grabbeigaben fand sich vor allem Keramik, Schmuck und Kosmetikutensilien.

## X-Gruppe oder Ballana-Kultur

Plan der inneren Räume im Grab Q 3 von Qustul

Es wurden 61 Grabanlagen gefunden, die im Rahmen der Oxford Expedition nach Nubien von 1929 bis 1934 unter der Leitung von Walter Bryan Emery und seinem Assistenten Laurence Kirwan 1931 ausgegraben wurden. Es handelt sich dabei um große Hügelgräber (tumuli), in denen sich oftmals verschiedene Kammern fanden, zu denen ein Gang hinabführte.
Einige dieser imposanten Grabanlagen waren gut erhalten, teilweise ungeplündert, und enthielten reiche Beigaben. Sie gehörten lokalen Königen, Fürsten und sonstigen Aristokraten. Das größte gefundene Grab erhielt die Nummer Q 3. Das Königsgrab bestand aus acht Kammern, es ist das einzige Grab mit einer Kammer aus gebrannten Ziegeln. Die eigentliche Grabkammer war geplündert, doch fand man in den Nebenkammern und im Hügel selber zahlreiche Beigaben, worunter sich mehrere Pferde mit reichem Zaumzeug befanden. Die gefundenen Objekte stellen eine Mischung aus meroitisch-ägyptischem, koptisch- und spätrömisch-byzantinischem Kunsthandwerk dar. Silbermedaillons, die Teil des Zaumzeuges der Pferde waren, sind zum Beispiel mit Löwen dekoriert. Ein großes, Tabula lusoria genanntes Brettspiel, das mit Ebenholz und Elfenbein eingelegt war, stammte dagegen aus einheimischer Produktion und ähnelt meroitischen Objekten. Das Spiel war weit verbreitet und wurde besonders in Rom geschätzt. Es wird vermutet, dass Qustul der frühe Bestattungsort der Könige von Nobatia war.
Die Gräber datieren in die Zeit nach dem Untergang des meroitischen Reiches und vor der Etablierung von Nobatia als dem nördlichsten der drei christlichen nubischen Königreiche. Sie fallen damit grundsätzlich in die Zeit zwischen 400 und 600 n. Chr. Laurence Kirwan engte den Zeitraum auf Ende 4. bis Ende 5. Jahrhundert ein und hielt im Unterschied zu Bruce G. Trigger und William Yewdale Adams die Gräber von Qustul für älter als den gegenüber, auf der westlichen Seite des Nil gelegenen Friedhof von Ballana. Das Grab Q 14 enthielt eine für die Datierung wertvolle Bronzemünze des römischen Kaisers Valens (reg. 364–378). Die frühe Datierung um 370, also kurz nach der meroitischen Zeit, wird durch Funde von Speerspitzen mit meroitischen Schriftzeichen unterstützt. Grab Q 3 enthielt aus Ägypten importierte Luxusgüter aus Silber, die in den 370er Jahren hergestellt worden waren.
László Török erstellte aus den Grabfunden und Formvergleichen der Gräber von Qustul und Ballana eine versuchsweise Chronologie, nach der die jüngsten Gräber in Qustul, das Königsgrab Q 2 und das Aristokratengrab Q 48, in der fünften Generation um 410 erbaut wurden. Ohne dass es einen kulturellen Bruch gegeben hätte, wurden die folgenden Königsgenerationen sechs bis zwölf ab den 420er Jahren in Ballana bestattet. Die letzten Bestattungen dort fanden kurz vor 500 n. Chr. statt.